# Municipio de Jackson (condado de Pickaway)
El municipio de Jackson (en inglés: Jackson Township) es un municipio ubicado en el condado de Pickaway en el estado estadounidense de Ohio. En el año 2010 tenía una población de 1132 habitantes y una densidad poblacional de 10,23 personas por km².

## Geografía
El municipio de Jackson se encuentra ubicado en las coordenadas 39°39′28″N 83°3′5″O / 39.65778, -83.05139. Según la Oficina del Censo de los Estados Unidos, el municipio tiene una superficie total de 110.65 km², de la cual 110,11 km² corresponden a tierra firme y (0,49 %) 0,54 km² es agua.

## Demografía
Según el censo de 2010, había 1132 personas residiendo en el municipio de Jackson. La densidad de población era de 10,23 hab./km². De los 1132 habitantes, el municipio de Jackson estaba compuesto por el 97,97 % blancos, el 0,09 % eran afroamericanos, el 0,18 % eran amerindios, el 0,18 % eran de otras razas y el 1,59 % eran de una mezcla de razas. Del total de la población el 1,06 % eran hispanos o latinos de cualquier raza.